# Gonzalagunia
Gonzalagunia es un género con 60 especies de plantas con flores perteneciente a la familia de las rubiáceas.
Su nombre es en honor del padre Francisco González Laguna, ex Provincial de la Religión de Clérigos Agonizantes, corresponsal del Real Jardín Botánico de Madrid y encargado de la expedición botánica del Perú. Encargado de los asuntos botánicos en Lima
Es nativo de los trópicos de América.

## Especies seleccionadas
- Gonzalagunia affinis Standl. ex Steyerm. (1964).
- Gonzalagunia asperula (Wernham) Standl. (1929).
- Gonzalagunia bifida B.Ståhl (1999).
- Gonzalagunia brachyantha (A.Rich.) Urb. (1912).[6]
- Gonzalagunia hirsuta (Jacq.) K.Schum.